# La Comtesse noire (film, 1975)
Pour les articles homonymes, voir La Comtesse noire.
Pour plus de détails, voir Fiche technique et Distribution.
La Comtesse noire (aussi connu sous le titre de La Comtesse aux seins nus ou Les Avaleuses selon les versions) est un film franco-belge réalisé par Jesús Franco, sorti en 1975. Le rôle principal est tenu par Lina Romay, qui devint à partir de ce film son actrice favorite. Jess Franco y apparaît en tant qu'acteur, crédité au générique sous le nom de « Jess Frank ».

## Synopsis
La comtesse Irina Karlstein est de retour sur une petite île de Madère. Elle sème la terreur dans les environs de son château. Cette vampire très spéciale ne se nourrit pas seulement de sang, mais aussi du fluide sexuel de ses victimes.

## Différents titres et différentes versions
En septembre 1991, son acteur Jean-Pierre Bouyxou écrivait en page 80 du numéro 80 de l'édition française de Penthouse :

« En 1974, le prolifique Jess Franco (sous le masque de James P. Johnson, l'un de ses nombreux pseudonymes) réalise un curieux porno soft, avec Lina Romay en comtesse vampire se nourrissant de sperme ! Il l'intitule La comtesse aux seins nus, en songeant à La Comtesse aux pieds nus de Mankiewicz (avec Ava Gardner). Mais, l'année suivante, le hard déferle avant la sortie du film. Franco n'est pas seulement obligé de tourner dare-dare des scènes de baise additionnelles, mais aussi d'accepter un nouveau titre : Les avaleuses. »

Il y a trois versions différentes de ce film : Female Vampire (l'originale de sexploitation dans laquelle Lina Romay boit le liquide séminal de ses victimes plutôt que du sang ; elle dure une heure quarante), une proche avec des inserts hard ajoutés (Les avaleuses) et La comtesse aux seins nus / Erotikill qui est une version plus horrifique où Lina Romay boit le sang de ses victimes en les attaquant au cou. Cette version est plus courte de 35 minutes et ne contient pas de nudité en dessous de la ceinture.

## Fiche technique
- Titre français : La Comtesse noire
- Titre international : Female Vampire
- Réalisateur : Jesús Franco
- Musique : Daniel White
- Genre : horreur, érotique
- Pays :  France,  Belgique
- Sortie : 7 mai 1975
- Durée : 1h30

## Distribution
- Lina Romay : comtesse Irina Karlstein
- Jack Taylor : baron Von Rathony
- Alice Arno : la servante d'Irina
- Monica Swinn : princesse de Rochefort
- Jesús Franco : Dr. Roberts
- Jean-Pierre Bouyxou : Dr. Orloff
- Anna Watican : Anna, la journaliste
- Gilda Arancio (non créditée) : une victime